# Oxyhaloini
Oxyhaloini es una tribu de insectos blatodeos de la familia Blaberidae, subfamilia Oxyhaloinae. Esta tribu comprende diez especies clasificadas en un único género.

## Géneros
El único género de la tribu Oxyhaloini es el siguiente:
- Oxyhaloa